# België op de Olympische Winterspelen 1928
Tijdens de Olympische Winterspelen van 1928 die in Sankt Moritz werden gehouden nam België voor de tweede keer deel. 
België werd vertegenwoordigd door vierentwintig sporters bij het bobsleeën (10), kunstrijden (2) en ijshockey (12). 
De kunstrijder Rober van Zeebroeck veroverde voor België de tweede medaille op de Winterspelen, evenals op de medaille van de vijfmansbob op de Winterspelen van 1924 een bronzen medaille. België eindigde daarmee op de achtste  plaats in het medailleklassement.
Kunstrijdster Josy van Leberghe, partner van Robert van Zeebroeck bij het paarrijden, was de enige Belgische vrouw die aan de Winterspelen deelnam.
François Franck nam voor de derde keer, na de Zomerspelen van 1920 en de eerste Winterspelen in 1924, deel aan het ijshockeytoernooi. Bobsleeër Charles Mulder nam voor de tweede keer deel aan de  Winterspelen, in 1924 werd hij derde met het bobteam, dit jaar zesde. Max Houben (na de Zomerspelen van 1920 waar hij in de atletiek uitkwam) nam ook voor de tweede keer deel aan een Olympisch evenement.

## Medailles
| Sport       | Olympiër             | Discipline | Medaille |
| ----------- | -------------------- | ---------- | -------- |
| Kunstrijden | Robert Van Zeebroeck | Mannen     | Brons    |

## Deelnemers en resultaten

### Bobsleeën
| Olympiër (deelname)                                                                                                  | Discipline          | Resultaat | Prestatie                                  |
| --- | ------------------- | --------- | ------------------------------------------ |
| Max Houben (2) Ernest Casimir Lambert (1) Walter Ganshof van der Meersch (1) Marcel Sedille-Courbon (1) Léon Tom (1) | 5-mansbob België I  | 6e        | run 1: 1.39,8 run 2: 1.44,7 totaal: 3.24,5 |
| Charles Mulder (2) Ferdinand Hubert (1) Louis Rooy (1) Hubert Kryn (1) Robert Langlois (1)                           | 5-mansbob België II | 16e       | run 1: 1.45,0 run 2: 1.46,2 totaal: 3.31,2 |

### Kunstrijden
| Olympiër (deelname)                        | Discipline | Resultaat | Prestatie                      |
| ------------------------------------------ | ---------- | --------- | ------------------------------ |
| Robert Van Zeebroeck (1)                   | Mannen     | Brons     | pc. 27 totaal: 1.542,72 punten |
| Robert van Zeebroeck Josy van Leberghe (1) | Paren      | 6e        | pc. 54 totaal: 83,00 punten    |

### IJshockey
| Olympiër (deelname) | Discipline | Resultaat | Prestatie                                                                                     |
| --- | ---------- | --------- | --------------------------------------------------------------------------------------------- |
| Olympisch team * (3) | Mannen     | 8e        | groep A: 3e 3 - 7 België - Groot-Brittannië 3 - 2 België - Hongarije 3 - 1 België - Frankrijk |
| * François Franck (3) / Roger Bureau / H. Chotteau / Albert Collon / William Hoorickx Jean Meens / David Meyer / Mark Pelzer / Jacques Van Reysschoot Pierre Van Reysschoot (Aanvoerder) / Jan van der Wouwer / Willy Kreitz |            |           |                                                                                               |

Als reserveteam bij het bobsleeën stonden de leden van 'België III' paraat, dit waren P. J. de Soete, P. van der Meerschen, J. Delwart, L. van Hege, H. Willems en J. Meeus, welke niet in actie hoefden te komen. 
Argentinië · België · Canada · Duitsland · Estland · Finland · Frankrijk · Groot-Brittannië · Hongarije · Italië · Japan · Joegoslavië · Letland · Litouwen · Luxemburg · Mexico · Nederland · Noorwegen · Oostenrijk · Polen · Roemenië · Tsjecho-Slowakije · Verenigde Staten · Zweden · Zwitserland